# Albert Quixall
Albert Quixall (* 9. August 1933 in Sheffield; † 12. November 2020) war ein englischer Fußballspieler. Als technisch versierter rechter Halbstürmer galt er in den 1950er-Jahren als eines der größten Talente im englischen Fußball. Der WM-Teilnehmer von 1954 konnte aber nach dem mit großen Erwartungen verbundenen Wechsel von Sheffield Wednesday zu Manchester United mit Ausnahme des Pokalsiegs 1963 die in ihn gesetzten Hoffnungen nur selten erfüllen und gerade einmal 31-jährig ließ er die Laufbahn in den unteren Klassen ausklingen.

## Sportlicher Werdegang

### Sheffield Wednesday (1950–1958)
Sein Talent stelle Quixall früh unter Beweis, als er zweimal in der englischen Schülernationalmannschaft zum Einsatz kam. Der Schritt in den Profifußball ließ nicht lange auf sich warten, wobei er vor der Unterzeichnung des ersten Vertragsspielerkontrakts im August 1950 bei Sheffield Wednesday als Tischlerlehrling in dem Unternehmen eines Vereinsführungsmitglieds gearbeitet hatte. Am 24. Februar 1951 debütierte er gegen den FC Chelsea in einem Erstligaspiel und schoss beim 2:2 auf Anhieb ein Tor. Als technisch versierter rechter Halbstürmer agierte er dabei an der Seite des rechten Flügelspielers Alan Finney, der wie Quixall gerade einmal 17 Jahre alt war. Beide prägten in den folgenden Jahren maßgeblich die rechte Offensivseite der „Owls“ und nach dem Abstieg 1951 steuerte Quixall 26 Ligaeinsätze und drei Treffer zum direkten Wiederaufstieg 1952 bei.
Fortan entwickelte sich Quixall auch in der First Division zu einem der populärsten Spieler. Der blonde und sehr jungenhaft wirkende Teenager zeichnete sich dabei durch eine sehr gute Ballkontrolle und hohe Spielintelligenz aus. Gut zwei Monate nach seinem 20. Geburtstag absolvierte er sein erstes A-Länderspiel für England – von März 1953 bis Mai 1954 hatte er sich zuvor in drei Partien der B-Auswahl bewährt. Das Debüt am 10. Oktober 1953 gegen Wales endete mit einem 3:1-Sieg und die Partie, die im Rahmen der British Home Championship stattfand, war gleichzeitig ein Qualifikationsspiel für die Weltmeisterschaft 1954 in der Schweiz. Für das WM-Turnier selbst wurde er ebenfalls nominiert, nachdem er in der Saison 1953/54 einen großen Beitrag zum Halbfinaleinzug von Sheffield im FA Cup gehabt hatte. Zu einem Einsatz bei der WM selbst kam es jedoch nicht und es sollten für Quixall nur noch im Mai 1955 das vierte und fünfte A-Länderspiel folgen – weitere schlossen sich nicht mehr an.
Ein erster entscheidender sportlicher Rückschlag war der Abstieg 1955 aus der höchsten englischen Spielklasse, aber schon in der folgenden Spielzeit 1955/56 zeigte sich Quixall wieder in herausragender Form, wie seine 17 Ligatore auf dem Weg zur erneuten Zweitligameisterschaft (und damit die unmittelbare Rückkehr in die First Division) unter Beweis stellten. Auch im Jahr darauf stellte er mit 22 Meisterschaftstreffern den sicheren Klassenerhalt sicher und mit insgesamt 24 Pflichtspieltoren war er bester Torjäger seiner Mannschaft. Die sportlichen Perspektiven waren für ihn in Sheffield jedoch weiter getrübt und nach dem dritten Abstieg 1958 gab die Vereinsführung die Freigabe für einen Vereinswechsel. Zahlreiche prominente Erstligisten zeigten sich interessiert und den Zuschlag für die neue britische Rekordablösesumme von 45.000 Pfund erhielt im September 1958 Manchester United.

### Manchester United und Karriereausklang (1958–1967)
Quixall war die erste Verpflichtung von Trainer Matt Busby nach der Flugzeugkatastrophe von München im Februar 1958, bei der acht United-Spieler ums Leben gekommen waren. Obwohl Quixall die vorherige Torgefahr zunächst nicht mehr ausstrahlte und nur auf vier Ligatreffer kam, war er dennoch ein wichtiger Bestandteil innerhalb der neu aufgebauten Mannschaft, die überraschend die Vizemeisterschaft 1959 errang. Dabei hatte es mit sieben sieglosen Ligaspielen zu Saisonbeginn nicht nach einer derartigen Trendwende ausgesehen, die sich dann in nur zwei Niederlagen aus 23 Partien ausdrückte.
In den folgenden vier Jahren bis 1963 fand er seine Torgefährlichkeit wieder, traf in drei Spielzeiten jeweils „zweistellig“ und 1963 gewann er mit dem FA Cup die erste (und einzige) bedeutende Trophäe („Major Trophy“) in seiner Karriere. Kurz darauf endete jedoch seine Zeit in Manchester, woran nach zumeist mittelmäßigen Leistungen im Ligabetrieb die 0:4-Niederlage im Charity Shield gegen den FC Everton einen bedeutenden Anteil hatte – er wurde anschließend wie auch Johnny Giles und David Herd von Busby aus der Mannschaft genommen. Maßgeblich für den sportlichen Niedergang war zugleich Quixalls Unbeständigkeit gewesen. Ihm haftete der Ruf an, dass er die großen spielerischen Fähigkeiten immer dann nicht mehr einzusetzen wusste, wenn ihm ein Gegenspieler robust zusetzte. Dazu gesellte sich zeitweilig eine große Nervosität. Nach dem Debakel gegen Everton verlangte Quixall schließlich nach einem Vereinswechsel und Manchester United ließ ihn im Oktober 1964 für 7.000 Pfund zum Drittligisten Oldham Athletic ziehen.
So ging die vielversprechende Profikarriere etwas enttäuschend in der dritten und ab Juli 1966 bei Stockport County in der vierten Liga zu Ende, bevor er 1967 im Amateurfußball beim FC Altrincham seine aktive Zeit ausklingen ließ. Außerhalb des Sports arbeitete Quixall danach mit seinem eigenen Geschäft im Bereich der Schrottmetallverwertung.

## Titel/Auszeichnungen
- Englischer Pokal (1): 1963